# Школа військових кадрів ОУН «Тигри»
Школа військових кадрів ОУН «Тигри» — підпільний військовий вишкіл для членів ОУНР у Долинському районі Станіславської області.

## Історія
Оскільки ОУНР відчувала нестачу старшинських та підстаршинських кадрів на теренах Карпатського краю, були організовані власні вишкільні курси на початку 1942 року, після Першої Конференція ОУНР. Усі члени ОУНР були зобов'язані пройти військовий вишкіл. 
ШВК «Тигри» діяла на Долинщині, на теренах Калуської округи ОУНР Карпатського краю, та складалася з двох сотень курсантів. Зазвичай вишкіл тривав від одного до чотирьох місяців, за самостійно розробленими програмами. Вишкіл проводили ті, у кого вже був військовий досвід. Командирами (командантами) ШВК «Тигри» були Михайло Федоришин-«Стефаник» та Петро Федун-«Волянський»
У ШВК «Тигри», протягом 1942 року, вишколювалися сотні членів ОУНР, які пізніше очолили загони та військові штаби УПА, відділи СБ. На військовий вишкіл до школи прибували члени ОУНР з усієї України.
Так випускники ШВК «Тигри» створили один з перших куренів УНС «Сіроманці», який складався виключно з членів ОУНР і командиром якого був легендарний Дмитро Карпенко-«Яструб».
Військова школа кадрів ОУН «Тигри» стала основою для формування двох вишкільних куренів УНС: «Чорні Чорти ім. Є. Коновальця» на Яремчанщині (перший командир: Ілько Рачок–«Липей», другий: Микола Яворський–«Козак») та «Гайдамаки» (командир Степан Фрасуляк-«Хмель»), при яких проходили підготовку майбутні підстаршини.